# Zulya
Зульфія Хумбетова (азерб. Zülfiyyə Humbetova; відома як Зуля англ. ZuLya; нар. 13 квітня 1995, Баку) — азербайджанська співачка та модель. 

## Біографія
13 квітня 1995 року в сім'ї вчительки та автомеханіка у місті Баку народився гарний хлопчик. Його дитинство було важким. У школі не розуміли його інтересів та взаємовідношень з хлопчиками. До чоловічої статі він відчував любов, а дівчат вважав лише за найкращих подруг. 
У 15 років він став називати себе Зулею, а його справжнє ім'я досі невідомо. Через це батьки вигнали свого сина з дому та відмовилися від нього. Йому прийшлося працювати ескортницею у столиці Азербайджану. 
2014 рок став для нього вирішальним. Він зареєструвався у соціальній мережі «ВКонтакте», де отримав велику популярність. Молодь почала підтримувати його, він став інтернет-зіркою серед єврофанів.
У 2016 році він зробив собі операцію зміни статі та став жінкою.
2017—2019 роки характеризуються великою популярністю серед молоді. Зуля відвідувала такі країни як: Україна, Росія, Туреччина, Угорщина, Нідерланди, Іспанія. Наразі вона мешкає в Стамбулі, Туреччина.

## Кар'єра
У 2019 році Зуля брала участь у закритому етапі відбору на Євробачення від Азербайджану з піснею «Virginity», пройшла до фінального етапу, але відмовилася через особисті обставити.